# HD 61899
HD 61899，又名CD-37 3768，SAO 198268、HR 2964，是一颗恒星，视星等为5.76，位于銀經252.13，銀緯-7.82，其B1900.0坐标为赤經7h 36m 16.1s，赤緯-38° -7.82′ 48″。